# Список объектов всемирного наследия ЮНЕСКО на Коморах
По состоянию на 2018 год, в списке Всемирного наследия ЮНЕСКО в Коморах нет ни одного объекта. 4 объекта находятся в числе кандидатов на включение в список. Из них 2 включены по природным критериям, 1 — по культурным и 1 — по смешанным.
Союз Коморских островов ратифицировал Конвенцию об охране всемирного культурного и природного наследия 27 сентября 2000 года.

## Предварительный список
В таблице объекты расположены в порядке их добавления в предварительный список. В данном списке указаны объекты, предложенные правительством Комор в качестве кандидатов на занесение в список всемирного наследия.
| # | Изображение | Название | Местоположение                              | Время создания  | Год внесения в список | №    | Критерии       |
| - | ----------- | --- | ------------------------------------------- | --------------- | --------------------- | ---- | -------------- |
| 1 |             | Морские экосистемы Коморского архипелага (фр. Ecosystèmes Marins de l'Archipel des Comores) а) Морской парк Целакант б) Морской парк Мохели в) Мангровые заросли и лагуна Бимбини                                                                                      | Автономные регионы Нгазиджа, Ндзуани, Мвали | —               | 2007                  | 5107 | ix, x          |
| 2 |             | Наземные экосистемы и культурные ландшафты Коморского архипелага (фр. Ecosystèmes terrestres et paysage culturel de l'Archipel des Comores) а) Экосистемы горы Картала б) Культурный ландшафт горы Картала в) Наземные экосистемы Мохели г) Экосистемы горного Анжуана | Автономные регионы Нгазиджа, Ндзуани, Мвали | —               | 2007                  | 5108 | v, viii, ix, x |
| 3 |             | Исторические султанаты Комор (фр. Sultanats Historiques des Comores) а) Муцамуду б) Домони в) Итсандра г) Икони д) Морони | Автономные регионы Нгазиджа, Ндзуани        | XIII — XVI века | 2007                  | 5109 | ii, iv, v      |
| 4 |             | Культурный ландшафт парфюмерных плантаций Коморских островов (фр. Paysage Culturel des Plantations à Parfums des Iles de la Lune) | Автономный регион Ндзуани                   | XX век          | 2007                  | 5110 | ii, iv, v      |